# Całus w policzek
Całus w policzek (tamil. கன்னத்தில் முத்தமிட்டால் / Kannathil Muthamittal) – indyjski dramat filmowy w języku tamilskim z 2002 roku w reżyserii Maniego Ratnama. W rolach głównych wystąpili P. S. Keerthana, R. Madhavan, Simran, Nandita Das i Prakash Raj. Muzykę do filmu skomponował A.R. Rahman. Zdjęcia kręcono w indyjskich stanach Tamilnadu (Ćennaj) i Kerala.
Film jest historią 9-letniej adoptowanej dziewczynki tamilskiej pragnącej zobaczyć swoją biologiczną matkę, która zaginęła podczas wojny domowej na Sri Lance.
Premiera filmu miała miejsce na TIFF w Toronto. Spotkał się też z przychylnym przyjęciem na MFF w San Francisco. Film był oficjalnym indyjskim kandydatem do Oscara za najlepszy film nieanglojęzyczny, ale ostatecznie nie zdobył nominacji.

## Fabuła
Mankulam na wyspie Sri Lanka. Młodą dziewczynę Shyamę (Nandita Das) uszczęśliwia miłość męża Dileepana (J.D. Chakravarthi). Ich szczęście kończy się, gdy zaczynają płonąć wioski i umierać ludzie. Odżyła wojna domowa między siłami rządowymi a Tamilskimi Tygrysami walczącymi o niezależność Tamilów na Sri Lance. Dileepan idzie walczyć w oddziałach partyzantów. Brzemienną Shyamę rodzina wysyła do Indii. Urodziwszy dziecko w obozie tamilskich uchodźców ze Sri Lanki, matka dziewczynki wraca na wyspę. Szukać zaginionego męża. Opuszczona dziewczynka zostaje zaadaptowana przez Thiruchelvana (R. Madhavan) i Indrę (Simran), pisarza i spikerkę TV z Ćennaju w Tamilnadu. Po latach jako najstarsza z trójki dzieci, w dniu swoich dziewiątych urodzin Amudha (P. S. Keerthana) dowiaduje się prawdy o swoim pochodzeniu. Wstrząśnięta tym zaczyna żarliwie domagać się od rodziców odszukania jej biologicznej matki. Thiruchelvan i Indra wyjeżdżają z dziewczynką na wyspę. Na miejscu przekonują się, że na Sri Lance nadal panuje terror wojny domowej.

## Obsada
- R. Madhavan – G. Thiruchelvan 'Indra'
- Simran – T. Indra
- J.D. Chakravarthi – Dhileepan
- Prakash Raj – Dr. Herold Vikramsinghe
- Nandita Das – M. D. Shyama
- P.S. Keerthana – T. Amudha
- Delhi Kumar – D. Ganesan
- Master Suraj – T. Vinayan
- Master Kethan – T. Akhilan

## Muzyka
Autorem muzyki był A.R. Rahman. Lista wykorzystanych nagrań:
1. „Vellai Pookal” (5:05) – A.R. Rahman
2. „Sundari” (4:39) – Hariharan, Tippu, Sujatha, Karthik, Madhumitha
3. „Kannathil Muthamittal” (6:24) – Chinmayi, P. Jayachandran
4. „Signore Signore” (3:22) – Raafique, Noel, Anupama, Swarnalatha
5. „Vidai Kodu Engal Naadae” (6:16) – M. S. Viswanathan, Balram, Febi, A. R. Rehana
6. „Kannathil Muthamittal” (6:28) – P. Jayachandran, Chinmayi